# La tripla vita di Michele Sparacino
(A. Camilleri)
La tripla vita di Michele Sparacino è un'opera di Andrea Camilleri distribuita in allegato il 24 luglio 2008 con la collana i Corti del Corriere della Sera e pubblicata nel 2009 dalla casa editrice Rizzoli con in appendice il dialogo Un destino ritardato, tra l'autore e il giornalista Francesco Piccolo dove Camilleri rivela come gli è nata l'invenzione del libro. 

## L'origine del romanzo
Questo romanzo di breve estensione è uno di quelli che Camilleri scrive per suo "divertimento" personale e che non sono destinati alla pubblicazione. Questo tipo di racconti gli nascono da considerazioni casuali come nel caso di Michele Sparacino dove l'ispirazione gli venne riflettendo sull'ultima frase del romanzo I vecchi e i giovani di Pirandello nel quale si narra di un ex garibaldino che indossa medaglie che non gli appartengono e che rimasto ucciso in uno scontro con i soldati italiani questi si domandano, allo scoprire tutte quelle onorificenze, «chi abbiano ucciso: un eroe o un mistificatore?» 
Da qui nasce in Camilleri lo spunto per un racconto "pirandelliano" basato su uno scambio di identità, anzi tra un'identità reale e una fantastica e su uno sfasamento temporale dove il protagonista vive sempre una vita in ritardo su quella reale sino alla fine quando gli viene fatta vivere, dopo la morte, la vita eroica del "milite ignoto". 
Il romanzo contiene anche un'implicita accusa al cattivo giornalismo: quello che inventa vite che non corrispondono alla realtà ma che realmente rovinano la vita dei personaggi descritti.

## Trama
«Alla mezzanotti spaccata tra il tri e il quattro di ghinnaro» del 1898 nasce, nel posto e nel momento sbagliato, Michele, il settimo figlio di Nanà Sparacino, un poveretto che si consola di una vita travagliata con il vino, che quando si reca in Comune a dichiarare all'anagrafe il neonato si accorge che l'orologio comunale, che scandiva la vita dei vigatesi, segna dieci minuti di anticipo sull'ora esatta.
La notizia corre per Vigata e Oreste Pilocco, noto agitatore, ne approfitta per incitare allo sciopero i carrettieri che lavorano al porto che ora pretendono che il loro salario sia conforme ai dieci minuti in più di "travagghiu". E così chiedono che si faccia per «tutti quelli che, a Vigata, annavano a travagliare a secunno delle ore che batteva il ralogio.»
La notizia del "quarantotto" arriva a Palermo da dove si parte per Vigata il giornalista Liborio Sparuto, che nella confusione degli eventi «spia [domanda] a dritta e a manca» e senza stare a pensarci troppo scrive un articolo inventandosi un'intervista dove attribuisce la colpa della sommossa popolare a Michele Sparacino che in realtà pensa solo a succhiare il latte materno. Il neonato diventa così la figura involontaria e ignara di un fantomatico e pericoloso sobillatore al quale vengono di volta in volta attribuiti i disordini verificatesi durante la messa celebrativa per il re Umberto I assassinato da un attentatore anarchico e l'assalto al treno Caltanissetta-Catania carico di zolfo.
Intanto Michele Sparacino cresce sino al momento di andare soldato ed è durante la visita di leva che il suo nome esce fuori associato a quello di un sospetto e pericoloso sovversivo che quindi, con l'occasione della guerra, conviene toglierselo di mezzo mandandolo in prima linea sul Carso.
«Cinco jorni appresso, com'è e come non è, Michele Sparacino s'arritrovò dintra a 'na tricea del Carso, china di morti e di fango, con gli astrechi che gli sparavano da tutte le parti. «Ma che minchia gli ho fatto, a questi qua?» si spiò, ancora 'ntordonuto da quello che gli stava capitanno. E con «questi qua» non s'arriferiva sulamenti agli astrechi.»
Ma la vita fantastica di Michele Sparacino gli riserverà ancora una sorpresa quando però ormai sarà morto: una terza vita, eroica e gloriosa.

## Edizioni
- Andrea Camilleri, La tripla vita di Michele Sparacino, Milano, Rizzoli, 2009,  pagg.90, ISBN 978-88-17-03161-5.